# Mola (piłkarz)
Sebastião Paiva Gomes również znany jako Mola (ur. 18 listopada 1906 w Rio de Janeiro  – zm. 5 czerwca 1992 w Rio de Janeiro) – brazylijski piłkarz grający na pozycji pomocnika.

## Kariera klubowa
Mola karierę zaczął w klubie CR Vasco da Gama w 1928. Z Vasco da Gama trzykrotnie zdobył mistrzostwo stanu Rio de Janeiro – Campeonato Carioca w 1929, 1934 i 1936.

## Kariera reprezentacyjna
W reprezentacji Brazylii Mola zadebiutował 6 stycznia 1928 roku w meczu ze argentyńskim klubem Sportivo Barracas Bolívar. Był to jego jedyny występ w reprezentacji. Nigdy nie wystąpił w meczu międzypaństwowym reprezentacji Brazylii.